# Fiordo de Lorn
El fiordo de Lorn o Firth of Lorn (o Lorne, no oficial) (gaélico escocés: An Linne Latharnach) es un firth (una especie de fiordo de la costa escocesa) localizado en la costa occidental de Escocia, en Argyll y Bute (council area). Está limitado, al noroeste, por la isla de Mull, y, al sureste, por la isla de Jura, las pequeñas islas costeras de Kerrera, Seil y Luing (las islas Slate) y la parte continental de Escocia al suroeste de la localidad de Oban. La anchura del fiordo varía entre los 5 y los 10 km y tiene alrededor de 25 km de largo.
La cuenca larga y estrecha que forma el fiordo es parte de la falla de Great Glen, que recorren su homónimo el Gran Glen y el lago Linnhe, antes de unirse con el Firth of Lorn, desde donde va más al suroeste cruzando Irlanda.
El extremo noreste del fiordo forma una unión con otros brazos de mar, esto es, con el lago Linnhe, el Lynn of Lorne, el lago Etive y el Sound of Mull. Asimismo en el propio fiordo se forman algunos entrantes menores, como los lago Spelve y lago Don, en la isla de Mull, y el lago Feochan, en la parte continental. En el lado sureste, hay también varios canales y estrechos en las islas Slate.
Las condiciones de la marea en y alrededor del fiordo de Lorn causan una serie de fenómenos, como las cataratas de Lora, en el cabo de Lago Etive, y remolinos y ondas estacionarias en el golfo de Corryvreckan, entre las islas de Scarba y Jura.